# Келлі Райкарт
Келлі Райкарт (англ. Kelly Reichardt; 3 березня 1964, Маямі) — американська кінорежисерка та сценаристка, відома своїм мінімалістичним стилем. Її фільми отримуюють високі оцінки від кінокритиків та є учасниками конкурсних програм найпрестижніших кінофестивалів.

## Ранні роки
Келлі народилася у 1964 році у Маямі, штат Флорида. У молодості у неї з'явилася пристрасть до фотографії. Її батьки, співробітники правоохоронних органів, розлучилися, коли вона була юною. Здобула ступінь магістра в Школі Музею образотворчих мистецтв у Бостоні. Окрім режисерської роботи, вона також викладає в коледжах вільних мистецтв.

## Кар'єра
Її дебютний фільм «Болотиста ріка»" вийшов у 1994 році. Він отримав три номінації на 11-й кінопремії «Незалежний дух» , та номінацію на Гран-прі журі «Санденсу». Видання «Бостон глоуб», «Film Comment» та «The Village Voice» назвали його одним із найкращих фільмів 1995 року. Після цього Райкарт зіткнулася з проблемами зі створенням наступного повнометражного фільму. Сама режисерка пов'язує це зі своєю статтю: «Це, безумовно, є фактором отримання грошей. Тоді було неможливо щось зробити, тому я сказала „Пішло воно!“ і замість цього робила короткометражки на Super 8.»
У 2006 році вона закінчила фільм «Old Joy», оснований на оповіданні Джонатана Реймонда з циклу «Livability». Деніел Лондон і Вілл Олдхем виконують ролі двох друзів, які зустрічаються, щоб провести вихідні подорожуючи Каскадними горами та до термальних вод, неподалік Портленда, штат Орегон. Фільм отримав нагороди Асоціації кінокритиків Лос-Анджелеса, Роттердамського міжнародного кінофестивалю та Сарасотського кінофестивалю.
Для наступного фільму («Венді та Люсі») вони з Джоном Реймондом адаптували ще одне оповідання з «Livability». Фільм досліджує теми самотності та безнадії через історію жінки (Мішель Вільямс), яка шукає свого загубленого собаку. Фільм вийшов у прокат у грудні 2008 року та був номінований на найкращий фільм та найкращу жіночу роль премії Незалежний дух. Потім Райкарт зняла вестерн «Meek's Cutoff», знову з Мішель Вільямс у головній ролі. Фільм номінувався на «Золотого лева» Венеційського кінофестивалю в 2010 році.
У 2013 році у конкурсній програмі 70-го Венеційського кінофестивалю відбулася прем'єра її фільму «Нічні рухи». Фільм Райкарт «Certain Women», заснований на збірці оповідань Мейлі Мелой 2009 року, був знятий у березні–квітні 2015 року в Монтані. Мішель Вільямс, Лора Дерн та Крістен Стюарт виконали головні ролі. Прем'єра фільму відбулася 24 січня 2016 року на кінофестивалі «Санденс». За цю картину Райкарт отримала головні нагороди Лондонського кінофестивалю BFI 2016 року.
У 2019 році зрежисувала історичну драму «Перша корова». У 2024 році на Івано-Франківському міжнародному фестивалі короткого метру 4:3 відбулася ретроспектива фільмів Келлі Райкарт, яка отримала назву «Американська мрія». В рамках цієї події було показано 4 фільми — «Болотисту річку» (1994), «Оду» (1999), «Обхід Міка» (2010) та «Першу корову» (2019).
У 2025 році зрежисувала, написала та змонтувала фільм-пограбування «Натхненник».

## Фільмографія
| Рік  | Оригінальна назва | Українська назва | Режисерка | Сценаристка | Монтажерка | Операторка | Примітки         |
| ---- | ----------------- | ---------------- | --------- | ----------- | ---------- | ---------- | ---------------- |
| 1994 | River of Grass    |                  | Так       | Так         |            |            |                  |
| 1999 | Ode               |                  | Так       | Так         |            | Так        | короткометражний |
| 2001 | Then a Year       |                  | Так       |             |            |            | короткометражний |
| 2004 | Travis            |                  | Так       |             |            |            | короткометражний |
| 2006 | Old Joy           |                  | Так       | Так         | Так        |            |                  |
| 2008 | Wendy and Lucy    | Венді і Люсі     | Так       | Так         | Так        |            |                  |
| 2010 | Meek's Cutoff     |                  | Так       |             | Так        |            |                  |
| 2013 | Night Moves       |                  | Так       | Так         | Так        |            |                  |
| 2016 | Certain Women     | Декілька жінок   | Так       | Так         | Так        |            |                  |
| 2019 | First Cow         | Перша корова     | Так       | Так         | Так        |            |                  |
| 2022 | Showing Up        | Поява            | Так       | Так         | Так        |            |                  |
| 2025 | The Mastermind    | Натхненник       | Так       | Так         | Так        |            |                  |

## Нагороди
| Рік  | Премія                                         | Категорія                                  | Фільм            | Результат | Пр. |
| ---- | ---------------------------------------------- | ------------------------------------------ | ---------------- | --------- | --- |
| 1994 | Кінофестиваль «Санденс»                        | Гран-прі журі: Драма                       | River of Grass   | Номінація |     |
| 1995 | Незалежний дух                                 | Найкращий дебютний фільм                   | River of Grass   | Номінація |     |
| 1995 | Незалежний дух                                 | Найкращий дебютний сценарій                | River of Grass   | Номінація |     |
| 1995 | Незалежний дух                                 | Someone to Watch Award                     | River of Grass   | Номінація |     |
| 2006 | Премія Лос-Анджелеської асоціації кінокритиків | Незалежний/експериментальний фільм і відео | Old Joy          | Перемога  |     |
| 2006 | Роттердамський міжнародний кінофестиваль       | Tiger Award                                | Old Joy          | Перемога  |     |
| 2006 | Сарасотський кінофестиваль                     | Приз журі                                  | Old Joy          | Перемога  |     |
| 2008 | Каннський кінофестиваль                        | Особливий погляд                           | «Венді і Люсі»   | Номінація |     |
| 2008 | Міжнародний кінофестиваль у Чикаго             | Gold Hugo                                  | «Венді і люсі»   | Номінація |     |
| 2010 | Венеційський кінофестиваль                     | SIGNIS Award                               | Meek's Cutoff    | Перемога  |     |
| 2010 | Венеційський кінофестиваль                     | Золотий лев                                | Meek's Cutoff    | Номінація |     |
| 2010 | Ґотем                                          | Незалежний фільм                           | Meek's Cutoff    | Номінація |     |
| 2013 | Венеційський кінофестиваль                     | Золотий лев                                | Night Moves      | Номінація |     |
| 2016 | Незалежний дух                                 | Найкращий режисер                          | «Декілька жінок» | Номінація |     |
| 2016 | Ґотем                                          | Глядацька премія                           | «Декілька жінок» | Номінація |     |
| 2016 | Ґотем                                          | Найкращий фільм                            | «Декілька жінок» | Номінація |     |
| 2016 | Лондонський кінофестиваль                      | Найкращий фільм                            | «Декілька жінок» | Перемога  |     |
| 2020 | Незалежний дух                                 | Bonnie Award                               |                  | Перемога  |     |
| 2020 | Берлінський міжнародний кінофестиваль          | Золотий ведмідь                            | «Перша корова»   | Номінація |     |